# 진주 귀고리를 한 소녀

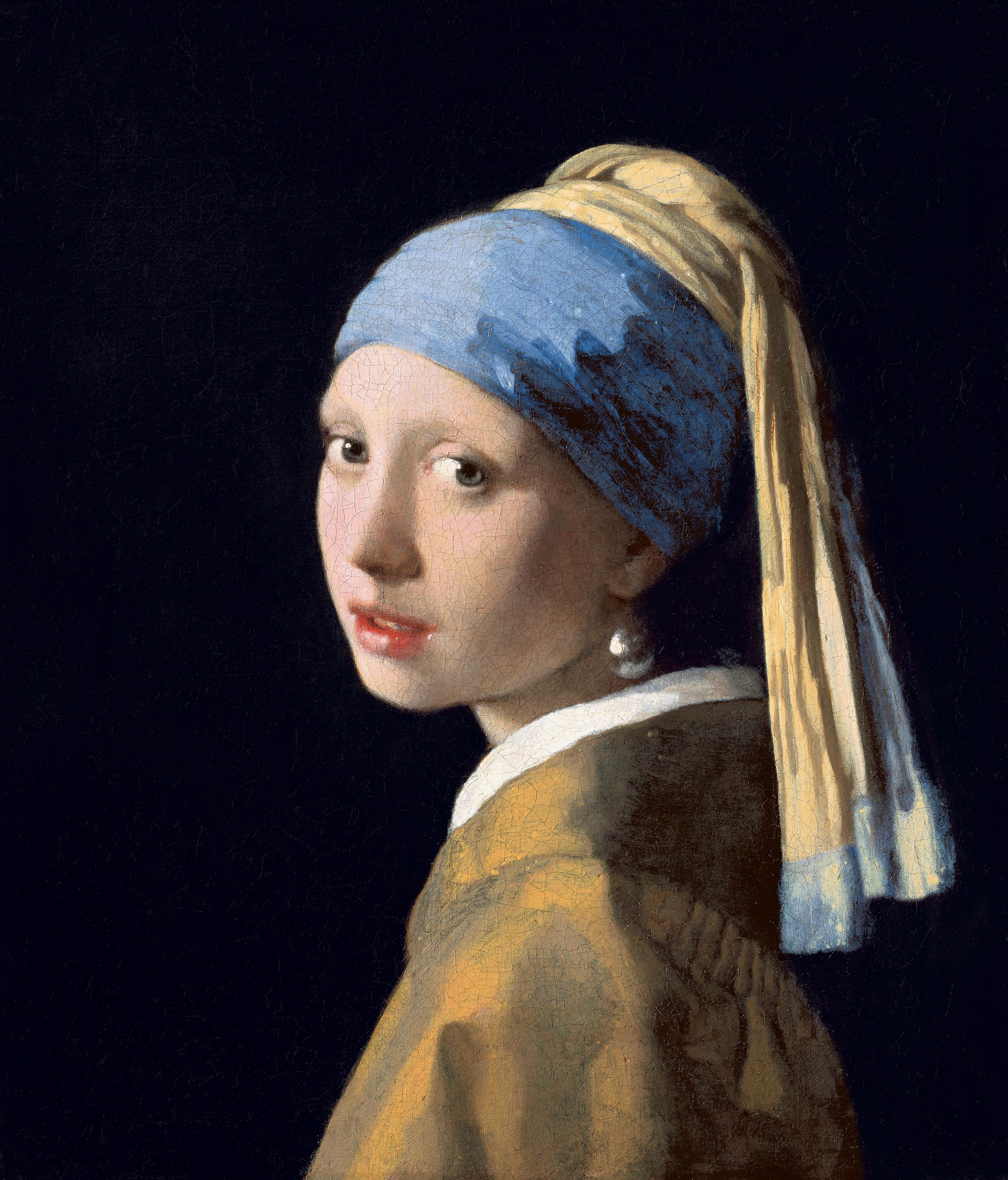
진주 귀고리를 한 소녀

《진주 귀고리를 한 소녀》(네덜란드어: Meisje met de parel) 또는 《진주 귀걸이를 한 소녀》는 네덜란드 황금시대의 화가 요하네스 페르메이르가 1665년경에 그린 유화 작품이다. 수세기에 걸쳐 여러 이름으로 불리다가 20세기 말에 이르러 그림 속 소녀가 착용한 귀고리를 따서 현재의 제목으로 알려지게 되었다. 이 작품은 1902년부터 네덜란드 헤이그의 마우리츠하위스 미술관 소장품으로 보관되어 왔으며, 다양한 문학 및 영화 작품의 소재가 되어왔다.

## 설명
이 그림은 트로니로, 17세기 네덜란드에서 초상화가 아닌 '두상'을 일컫는 용어이다. 그림은 "이국적인 의상"과 "동양풍 터번"을 착용하고 매우 큰 진주로 보이는 귀고리를 한 유럽 소녀를 묘사하고 있다. 그림의 주인공은 알려지지 않았으며, 실제 모델이었을 가능성과 화가가 더 일반화되고 신비로운 여인을 창조했을 가능성이 있다. 후자의 경우 시불라나 성서 속 인물을 표현했을 수 있다. 일부에서는 이 소녀가 화가의 맏딸 마리아일 것이라는 추측도 있었으나, 일부 미술사학자들은 이를 시대착오적인 해석이라고 일축했다.
이 작품은 캔버스에 유화로 그려졌으며, 높이 44.5 cm, 너비 39 cm이다. "IVMeer"라는 서명이 있으나 제작 연도는 기재되어 있지 않다. 1665년경에 그려진 것으로 추정된다.
1994년 최근 복원 작업 이후, 섬세한 색채 구성과 관람자를 향한 소녀의 친밀한 시선이 크게 강화되었다. 복원 과정에서 현재는 얼룩진 듯한 어두운 배경이 원래는 깊은 에나멜 같은 녹색이었음이 밝혀졌다. 이 효과는 현재 보이는 검은 배경 위에 얇고 투명한 채색층, 즉 글레이즈를 덧발라 만들어졌다. 하지만 녹색 글레이즈에 사용된 두 가지 유기 안료인 인디고와 웰드가 퇴색되었다. 2014년, 네덜란드의 천체물리학자 빈센트 이케는 귀고리의 재질에 대해 의문을 제기하며, 반사광, 배 모양, 귀고리의 큰 크기를 근거로 진주보다는 광택 있는 주석에 가깝다고 주장했다.

## 소유권과 전시
빅토르 더스튀르스의 조언에 따라, 아르놀뒤스 안드리스 데스톰버는 1881년 헤이그에서 열린 경매에서 이 작품을 단 2 길더에 30 센트의 구매 수수료(현재 구매력으로 약 24 유로)를 더한 금액으로 구입했다. 더스튀르스는 오랫동안 페르메이르의 희귀한 작품들이 해외로 팔려나가는 것을 막으려 노력해왔다. 당시 이 그림은 상태가 좋지 않아 채색층의 일부가 분리되어 있었다. 후계자가 없었던 데스톰버는 유언을 통해 1902년 이 작품과 다른 그림들을 마우리츠하위스 미술관에 기증했다.
이후 이 그림은 전 세계적으로 널리 전시되었으나, 2014년 마우리츠하위스 미술관이 앞으로 이 작품을 미술관 밖으로 내보내지 않기로 결정했다. 그 즈음, 이 작품의 홍보 결과로 CNN 설문조사에서 세계에서 가장 잘 알려진 그림 중 하나로 선정되었다.

## 회화 기법
이 그림은 네덜란드 문화유산연구소와 암스테르담 FOM 원자분자물리연구소의 과학자들이 조사하였다.
바탕층은 밀도가 높고 황색을 띠며, 백악, 연백, 황토, 그리고 소량의 흑색 안료로 구성되어 있다. 그림의 어두운 배경은 골탄, 웰드(루테올린; 레세다 루테올라), 백악, 소량의 적토, 그리고 인디고를 포함하고 있다. 얼굴과 의복은 주로 황토, 천연 울트라마린, 골탄, 흑탄, 연백을 사용하여 그려졌다.
2018년 2월에서 3월까지, 국제 미술 전문가 팀이 2주 동안 미술관 내 특별히 제작된 유리 작업실에서 이 그림을 연구했으며, 이 과정은 대중에게 공개되었다. 비침습적 연구 프로젝트의 일환으로 그림을 액자에서 분리하여 현미경, X선 장비, 특수 스캐너로 조사함으로써 페르메이르가 사용한 기법과 재료에 대해 더 자세히 알아보고자 했다. "스포트라이트를 받는 소녀"라는 이름의 이 프로젝트는 마우리츠하위스 미술관의 보존 전문가 아비 판디베러가 주도했으며, 연구 결과는 마우리츠하위스 미술관이 발표하였다. 판디베러의 블로그는 이 프로젝트의 많은 세부 사항을 공개하고 있다.
연구 결과, 섬세한 속눈썹의 존재, 머리 뒤의 녹색 커튼, 수정된 부분들, 사용된 안료의 세부 사항 및 그 출처 등이 밝혀졌다. 눈썹이 없고 배경이 특징 없이 그려진 점 때문에 페르메이르가 이상화되거나 추상적인 얼굴을 그렸다는 추측이 있었지만, 이후의 발견으로 그가 실제 공간에 있는 실제 인물을 그렸다는 것이 밝혀졌다. 진주는 "윤곽선이 없고 소녀의 귀에 걸 고리도 없다"는 이유로 환영에 불과하다고 설명되었다.

## 그림 제목
이 그림은 수세기에 걸쳐 여러 나라에서 다양한 제목으로 불려왔다. 원래는 페르메이르 사후 재산 목록에 기록된 《터키식으로 그린 두 개의 트로니》(Twee tronijnen geschildert op sijn Turx) 중 하나였을 가능성이 있다. 이후 1696년 암스테르담에서 열린 그림 경매 목록에 《고대 의상을 입은 초상화, 비범하게 예술적임》(Een Tronie in Antique Klederen, ongemeen konstig)이라고 묘사된 작품으로 추정된다.
마우리츠하위스 미술관에 기증된 후, 이 그림은 《터번을 쓴 소녀》(Meisje met tulband)로 알려지게 되었다. 1675년 재산 목록의 원래 설명에서 터번이 언급된 것은 당시 유럽이 터키와의 전쟁을 겪던 시기에 터번이 매혹적인 패션 액세서리로 여겨졌기 때문이라고 지적되었다. 1995년까지는 《진주 귀고리를 한 소녀》(Meisje met de parel)라는 제목이 더 적절하다고 여겨졌다. 실제로 진주는 페르메이르의 그림 21점에 등장하며, 《진주 목걸이를 한 여인》에서는 특히 두드러지게 나타난다. 귀고리만 등장하는 그림으로는 《편지를 쓰는 숙녀》, 《젊은 여인의 연구》, 《빨간 모자를 쓴 소녀》, 《플루트를 든 소녀》 등이 있다. 비슷한 형태의 귀고리는 20세기에 잠시 페르메이르의 작품으로 오인되었던 위작들, 예를 들어 《파란 모자를 쓴 젊은 여인》, 《미소 짓는 소녀》, 《레이스 짜는 여인》 등에서도 설득력 있는 액세서리로 사용되었다.
일반적으로 이 그림의 영어 제목은 단순히《 젊은 소녀의 두상》(Head of a Young Girl)이었지만, 때로는 《진주》(The Pearl)로 알려지기도 했다. 한 비평가는 이 이름이 단순히 귀고리의 세부 묘사 때문만이 아니라, 어두운 배경 속에서 인물이 내면의 광채로 빛나기 때문에 붙여졌다고 설명했다.

## 문화적 영향
이 그림에 대한 초기 문학적 해석 중 일부는 시였다. 얀 러블록의 세스티나 《페르메이르의 소녀의 두상》(Vermeer’s Head of a Girl)에서는 캔버스에 해석된 상상의 아름다움과 실제 경험 사이의 상호작용을 탐구하는 계기가 되었다. W. S. 디 피에로는 요하네스 페르메이르의 《진주 귀고리를 한 소녀》가 현대 샌프란시스코의 헤이트 거리에서 어떤 모습일지 재해석했고, 매릴린 챈들러 맥엔타이어는 소녀의 사적이고 자기 소유적인 성격에 대해 언급했다.
소설에서도 이 그림이 등장했다. 마르타 모라조니의 바로크 시대를 배경으로 한 다섯 편의 중편 소설 모음집 《터번을 쓴 소녀》(La ragazza col turbante, 1986년)의 제목으로 사용되었다. 표제작에서는 1658년 네덜란드 미술상이 페르메이르의 그림을 괴짜 덴마크인에게 판매한다. 현실의 여성에게는 무관심한 두 남자는 오직 예술 속에 이상화된 여성성에만 반응할 수 있다. 트레이시 슈발리에의 1999년 역사소설 《진주 귀고리 소녀》는 이 그림의 창작 상황을 허구화했다. 소설에서 페르메이르는 보조로 고용한 하인과 가까워지며, 그녀에게 아내의 귀고리를 착용하게 하고 모델로 앉게 한다. 이 소설은 2003년 동명의 영화와 2008년 연극으로 각색되었다.
또한, 이 그림은 2007년 영화 "세인트 트리니안스"에 등장하는데, 여기서 무법한 여학생들이 학교를 구하기 위해 자금을 마련하고자 이 그림을 훔친다. 같은 시기에 동료 예술가들도 페르메이르의 그림을 상징적으로 사용했다. 에티오피아계 미국인 아월 에리즈쿠는 2009년 이를 프린트로 재창조하여 젊은 흑인 여성을 중심에 두고 진주 귀고리를 대나무 귀고리로 대체함으로써 미술관과 갤러리에서 흑인 인물의 부재에 대해 논평했다. 그의 작품 제목은 《대나무 귀고리를 한 소녀》이다. 2014년에는 영국의 거리 예술가 뱅크시가 브리스톨에서 이 그림을 벽화로 재현했는데, 진주 귀고리 자리에 경보기를 배치하고 작품명을 《귀를 뚫은 소녀》라고 붙였다.

2022년 10월, "저스트 스톱 오일"(Just Stop Oil) 캠페인을 대표하는 기후 운동가가 그림을 보호하는 유리에 자신의 머리를 붙이려 시도했고, 다른 시위자가 그에게 토마토 수프를 뿌렸다. 이 시위로 인한 그림의 손상은 없었으며, 공공재 손괴 혐의로 3명이 체포되었다.

## 같이 보기
- 요하네스 페르메이르의 그림 목록

## 더 읽어보기
- Liedtke, Walter A. (2001). 《Vermeer and the Delft School》. Metropolitan Museum of Art. ISBN 9780870999734. OCLC 893698712.